# قطعنامه ۹۷۸ شورای امنیت
قطعنامه ۹۷۸ شورای امنیت سازمان ملل متحد که در تاریخ ۲۷ فوریه ۱۹۹۵ (۰۸ اسفند ۱۳۷۳) تصویب شد، سندی بین‌المللی دربارهٔ رواندا است. این قطعنامه طی نشست ۳۵۰۴ام با ۱۵ رای موافق، ۰ مخالف و ۰ ممتنع تصویب شد.